# Un mariage sous Louis XV
Un mariage sous Louis XV è un cortometraggio muto del 1912 scritto e diretto da Camille de Morlhon

## Produzione
Il film fu prodotto dallal Pathé Frères, con il nome Série d'Art Pathé Frères (SAPF).

## Distribuzione
Distribuito dalla Pathé Frères, uscì nelle sale cinematografiche francesi il 26 luglio 1912.